# Lễ hội nghinh Ông - Nha trang

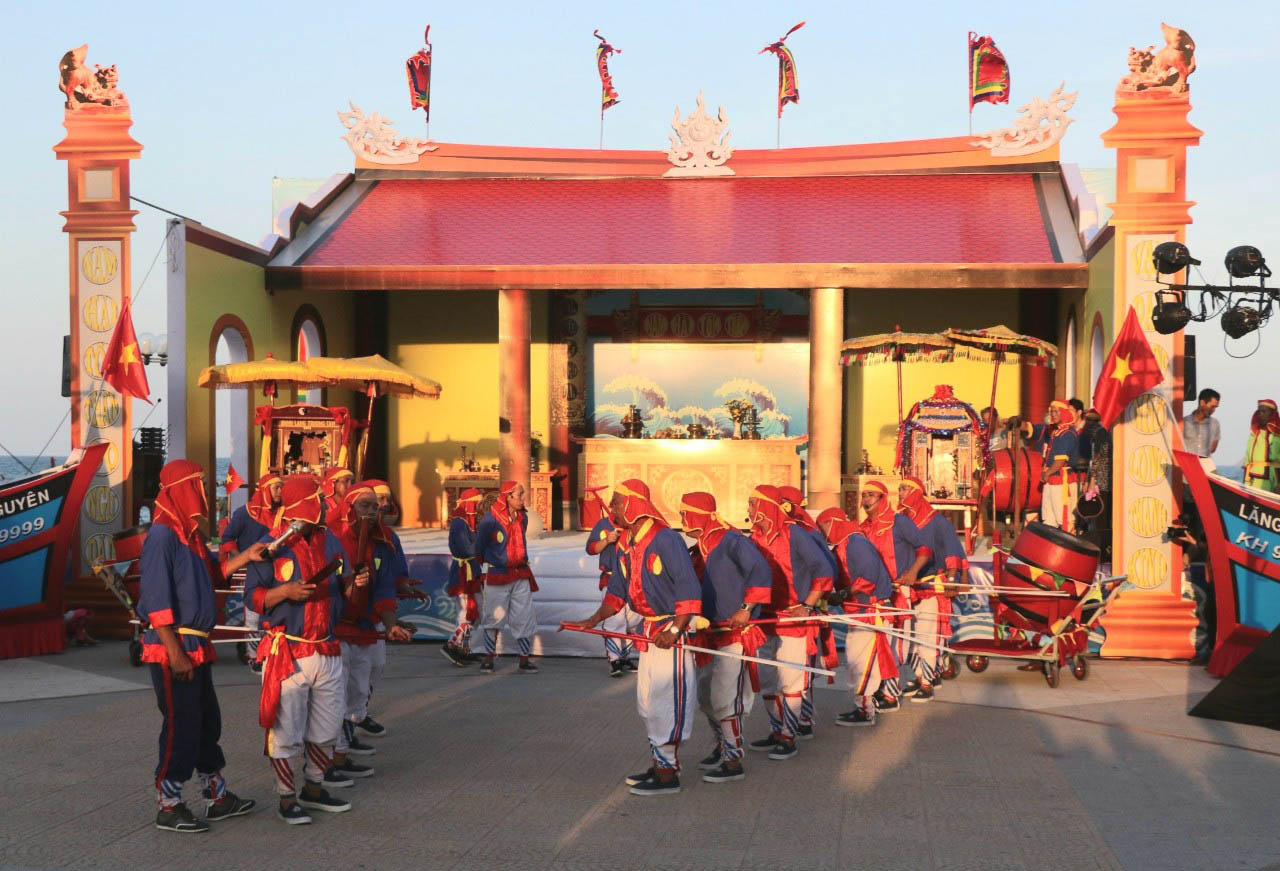
Đường phố Nha Trang nhộn nhịp tại Lễ hội Cầu ngư

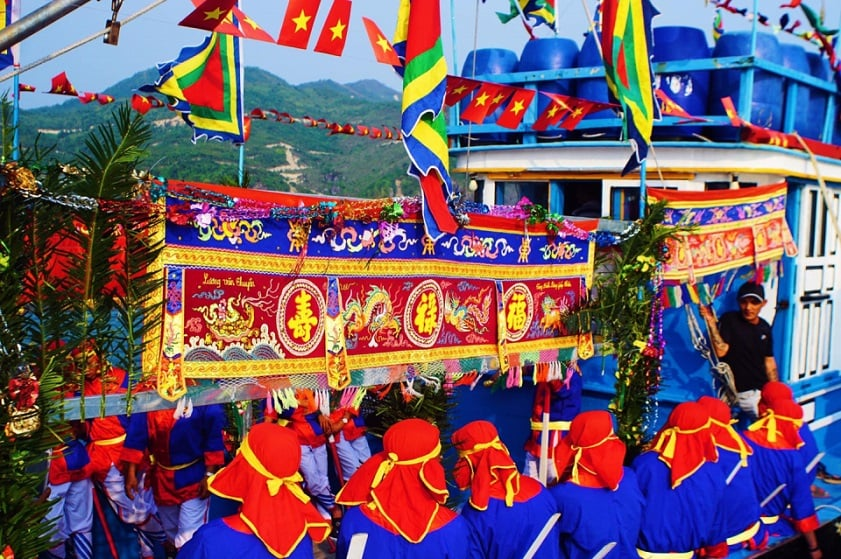
Lễ hội cầu ngư tại tỉnh Khánh Hòa

Lễ hội nghinh Ông - Nha Trang, còn được gọi là Lễ hội Cầu Ngư Nha Trang hoặc Lễ hội Cá Voi Nha Trang, tên gọi thay đổi tùy theo vùng miền, là một lễ hội văn hóa truyền thống đặc sắc của ngư dân vùng biển Nha Trang, tỉnh Khánh Hòa. Lễ hội là dịp để ngư dân bày tỏ lòng thành kính với cá Ông(cá voi) và để du khách tìm hiểu về văn hóa tín ngưỡng địa phương.

## Lễ hội

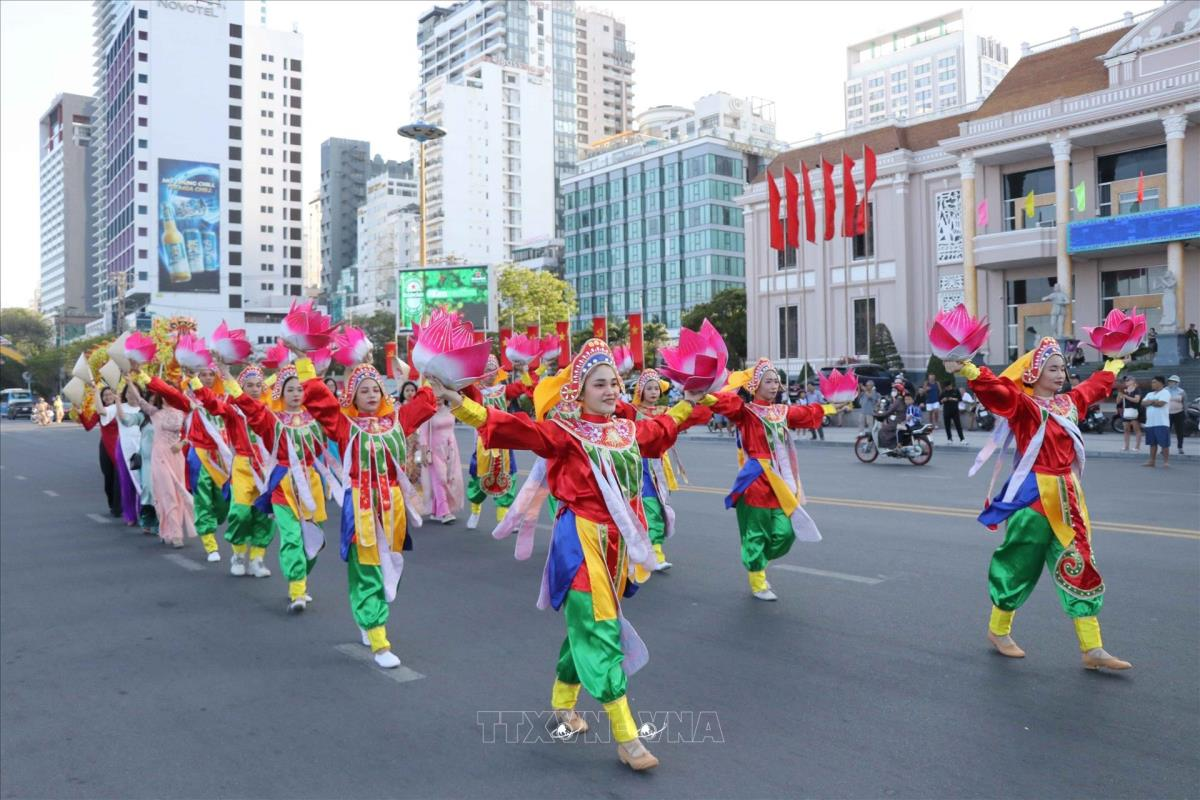
Hoạt động văn hóa tại Lễ cầu ngư Nha Trang